# ماسایناس
ماسایناس (به ایتالیایی: Masainas) یک کومونه در ایتالیا است که در استان کاربونیا-ایگلسیاس واقع شده‌است.

## خصوصیات
ماسایناس ۲۲٫۰ کیلومترمربع مساحت و ۱٬۴۳۷ نفر جمعیت دارد و ۵۷ متر بالاتر از سطح دریا واقع شده‌است.